# Révolution africaine
Révolution africaine est un hebdomadaire algérien, organe officiel de communication du Front de libération nationale (FLN), fondé en février 1963 dans le but de promouvoir la révolution Algérienne et de soutenir les mouvements anticolonialistes en Afrique et dans le monde,.

## Historique
L’hebdomadaire est créé peu après l’indépendance de l’Algérie, en février 1963, dans un contexte de soutien aux luttes de libération à travers le continent africain. Dès ses débuts, il est perçu comme un outil diplomatique et idéologique du FLN pour diffuser un discours panafricaniste et anti-impérialiste.

## Direction
La direction du journal change à plusieurs reprises :
- Février 1963 – Juin 1963 : Jacques Vergès, avocat engagé dans les causes anticolonialistes, en assure la première direction, donnant au titre une dimension fortement internationaliste[4].
- Juin 1963 – Septembre 1964 : Mohammed Harbi, représentant de l’aile gauche du FLN, oriente le contenu vers des enjeux de société et l’« algérianisation » de la rédaction[5].
- Septembre 1964 – 1965 : Amar Ouzegane, ancien dirigeant du Parti communiste algérien, succède à Harbi et imprime une ligne éditoriale plus alignée sur le socialisme « arabo-musulman ».

## Ligne éditoriale
Le journal traite de politique, de société et de culture, avec une attention particulière portée aux mouvements révolutionnaires africains et aux débats sur la construction nationale en Algérie. Son ton critique à l’égard de certaines orientations gouvernementales lui vaut des tensions régulières avec les autorités.

## Censure et fin de publication
Dès 1964, plusieurs interventions politiques modifient ou suppriment certains articles. Le coup d’État du coup d'état de 1965 marque un tournant, où des rédacteurs sont écartés et la ligne éditoriale est placée sous un contrôle plus strict. En janvier 1969, dans le cadre d’une réforme générale de la presse, Révolution africaine cesse définitivement de paraître